# Codice Bardera
Il cosiddetto codice Bardera è un falso manoscritto inventato nel 1885 da Ernesto Lamma che ne diede notizia nel "Propugnatore" e poi ne pubblicò l'indice nella "Rivista critica della letteratura italiana", per pubblicarne infine l'edizione diplomatica nel 1903. Si sarebbe trattato di un frammento di codice del 1491. La nota di possesso sarebbe stata codex domini Guidobaldi Urbinatis, quindi il codice sarebbe appartenuto primamente a Guidobaldo da Montefeltro (malgrado Lamma, con singolare errore di cronologia, lo consideri di proprietà dei Della Rovere, che divennero signori di Urbino solo qualche decennio più tardi). Il codice Bardera sarebbe stato composto da diciassette fogli su cui avrebbero trovato posto ventisette componimenti di poeti del XIII secolo, in massima parte stilnovisti, e a fine Ottocento sarebbe stato di proprietà di un tal Giovanni Bardera, amico del Lamma.
Nel 1915 Michele Barbi dimostrò che si trattava di un falso, ma nel 1994 Guglielmo Gorni ha precisato che il codice non è neanche un falso: semplicemente non è mai esistito, come non è mai esistito il suo possessore Giovanni Bardera. Tale tesi è stata contestata da Pasquale Stoppelli.
In un articolo di Giulio Vaccaro, inoltre, il Codice Bardera risulterebbe identificato con un codice contenuto nell'Archivo del Pilar a Saragozza. Interpellando tale archivio, tuttavia, la collocazione lì indicata (98/3) risulta inesistente.